# ساندرا ليليانا بينيا تشوكوي
ساندرا ليليانا بينيا تشوكوي (1985-2021) كانت ناشطة ومدافعة عن حقوق السكان الأصليين في كولومبيا.

## نشاطها
كانت تشوي تنتمي إلى شعب ناسا وعملت كمحافظة على محمية «لا لاغونا سيبيريا» للسكان الأصليين في كالدونو، كاوكا. وقد تعينت منسقة سياسة برنامج التعليم، نظرًا لكونها قائدة مجتمعية منذ سن مبكرة جدًا. أثناء عملها كمحافظة، أزالت المحاصيل غير القانونية من المحمية.
عملت تشوكوي من أجل حماية الحكم الذاتي وثقافة الأجداد والدفاع عن حقوق شعوب ناسا الأصلية في كولومبيا. وجاهدت من أجل الاعتراف بدور المرأة في محمية السكان الأصليين. وواجهت التهديدات والضغوط من الأشخاص ذوي النفوذ الذين أرادوا توسيع نطاق زراعة المحاصيل والتعدين غير القانوني والإجراءات التي أثرت على الحقوق والثقافة الإقليمية لناسا.

## مقتلها
في 20 أبريل 2021، كانت تشوكوي تستعد للقاء مسؤولين من الحكومة الكولومبية في بوبايان. عندما اقتحم أربعة رجال مجهولين منزلها واقتادوها إلى مكان ما قبل أن يطلقوا عليها النار. وفقًا لتقرير صادر عن «المجلس الإقليمي للسكان الأصليين في كاوكا» (CRIC)، عارضت تشيكوي قبل مقتلها، زيادة زراعة المحاصيل غير القانونية في أراضي شعب ناسا، مما عرضها للتهديد من قبل الجماعات المسلحة التي تحاول السيطرة على إقليم مقاطعة كاوكا. وقد أبلغت تشيكوي عن هذه التهديدات للسلطات ومع ذلك، تمكنت هذه الجماعات من قتلها.